# Caçadors de dracs
Caçadors de dracs (títol original: Chasseurs de Dragons) és una sèrie de televisió francesa del 2004. Va ser creada per Arthur Qwak i produïda per l'estudi Futurikon. Aquesta sèrie explica les aventures d'en Gwizdo i en Lian-Txu, dos caçadors de dracs acompanyats del seu drac de companyia Hèctor.
Es va estrenar a França el 1r de setembre de 2004 al canal France 3. En català es va emetre per primer cop al canal K3, amb posteriors remissions al Canal Super3.

## Argument
Aquesta sèrie ens situa en un futur llunyà, on uns dracs sorprenents i sovint esbalaïdors es dediquen a atemorir els nens i a destrossar els conreus. Davant d'aquesta situació, la feina més prometedora és la de caçador de dracs, i això ho tenen molt clar en Gwizdo i en Lian-Txu, que han decidit córrer els perills que comporta aquest ofici senzillament per guanyar-se les garrofes.